# منشية سكران
قرية منشية سكران هي إحدى القرى التابعة لمركز الفيوم في محافظة الفيوم في جمهورية مصر العربية. حسب إحصاءات سنة 2006، بلغ إجمالي السكان في منشية سكران 2776 نسمة، منهم 1377 رجل و1399 امرأة.